# Cultura Sunchituyoc

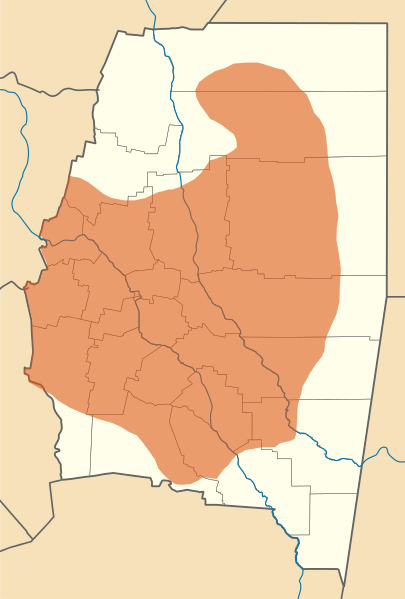
Localització geogràfica aproximada de la Cultura Sunchituyoc, dins de la província de Santiago del Estero (Argentina)

La Cultura Sunchituyoc o Cultura Sunchituyoj es va establir físicament a l'interior de la plana chaco-santiaguenya, regió central de la província argentina de Santiago del Estero, entre el 700 i el 900.
Va estar difosa per tota la província i va rebre influències iconogràfiques de l'últim període de la Cultura Las Mercedes. En el període agroterrisser mitjà es va produir un substancial canvi en el patró d'assentament. A les ribes dels rius Dulce i Salado es van construir monticles de terra sobre els quals es van aixecar llogarets i van conformar preses naturals. Els poblats estaven envoltats per palissades més els camps de conreu circumdants.
La seva constitució política es pot resumir en la d'una prefectura simple. L'economia es basava en un sistema manera de subsistència, amb predomini de l'agricultura que es basava en les inundacions dels rius, ramats de llames, ànecs domèstics, gallines (d'ous celestes i verdosos), als quals treien les plomes per usar-les en vestimentes. De la llana de les llames feien mantes i vestits adornats amb lluentons d'os.
Hi ha evidències que hi va haver un abast més llarg en la integració econòmica amb el nord-oest realitzat per mitjà del comerç o la colonització.
La seva mitologia va ser una iconografia que mostren figures zoomorfes on el motiu predominant és el mussol. Per alguns dels seus elements, sembla que aquesta cultura va rebre influències de la Cultura de La Aguada, o almenys alguns van prendre alguns conceptes estranys a la regió. La sucecederia la Cultura Averias.

## Descripció
La Cultura Sunchituyoc o Sunchituyoj es va desenvolupar entre el 700 i el 900. Va estar establerta a l'interior de la plana central de la província argentina de Santiago del Estero i es va difondre per tot el seu territori. El seu nom significa «lloc amb sunchos» (Flourensia campestris), arbustos de la regió.
Aquesta cultura va assentar els pobles del voltant sobre monticles en les ribes dels rius Dulce i Salado. Van basar la seva economia en un sistema mixt, on va predominar l'agricultura però també la pesca, la caça i la recol·lecció. Van protagonitzar una integració econòmica amb el nord-oest argentí per mitjà de el comerç i posteriorment la colonització.
Sunchituyoc va tenir una excel·lent ceràmica d'urnes i una gran creativitat per als dissenys de la seva au mítica. Es va desenvolupar a partir de l'anomenada Cultura Las Mercedes, que va existir durant el període Formatiu Inferior i es va caracteritzar per una terrisseria negra o gris gravada. Aquesta última està associada també amb una altra policroma, de dibuixos negres o gris pàl·lid contornejats de blanc, sobre una superfície engalbada.

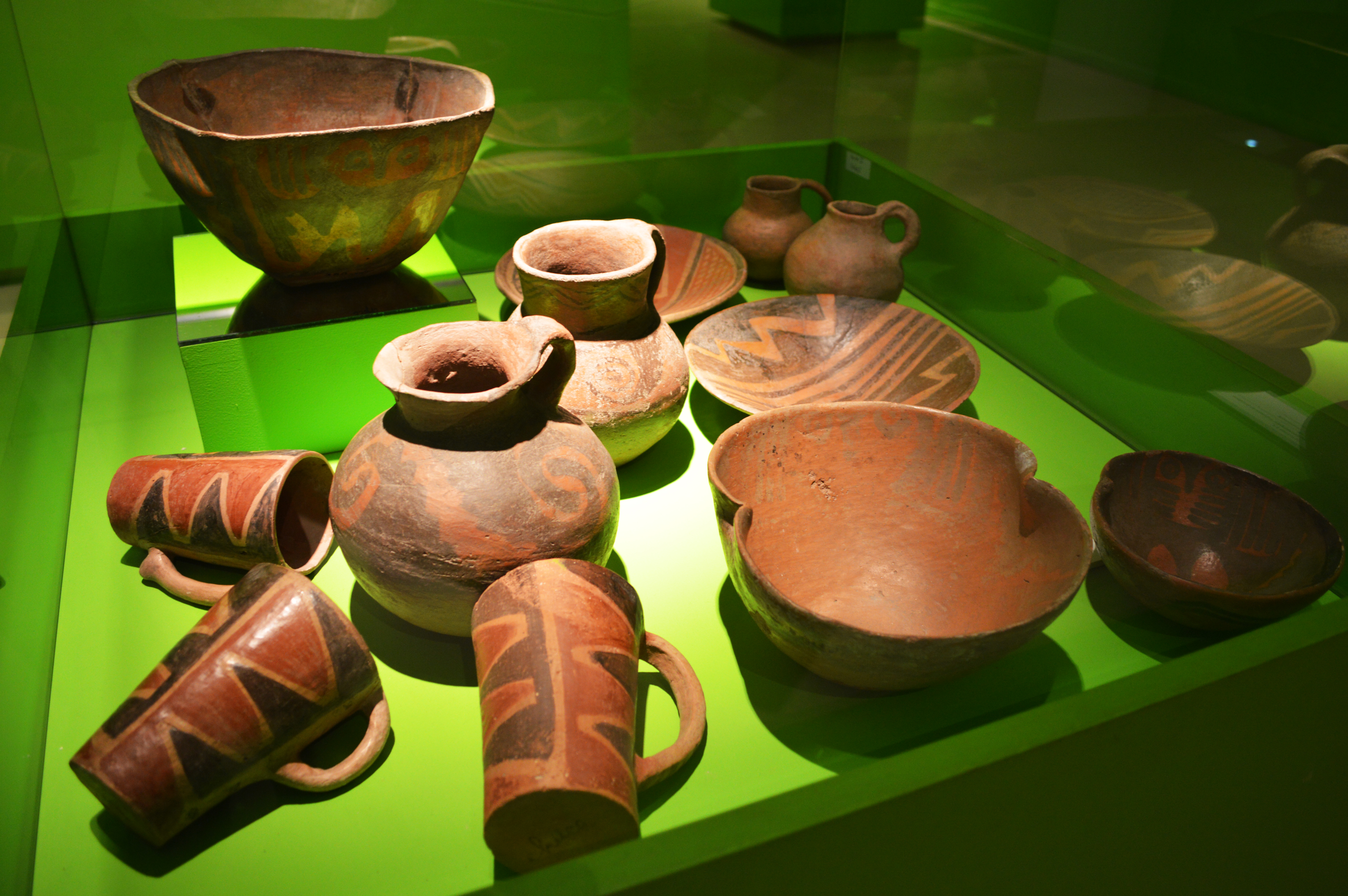
Cerámica ornamentada de uso ceremonial
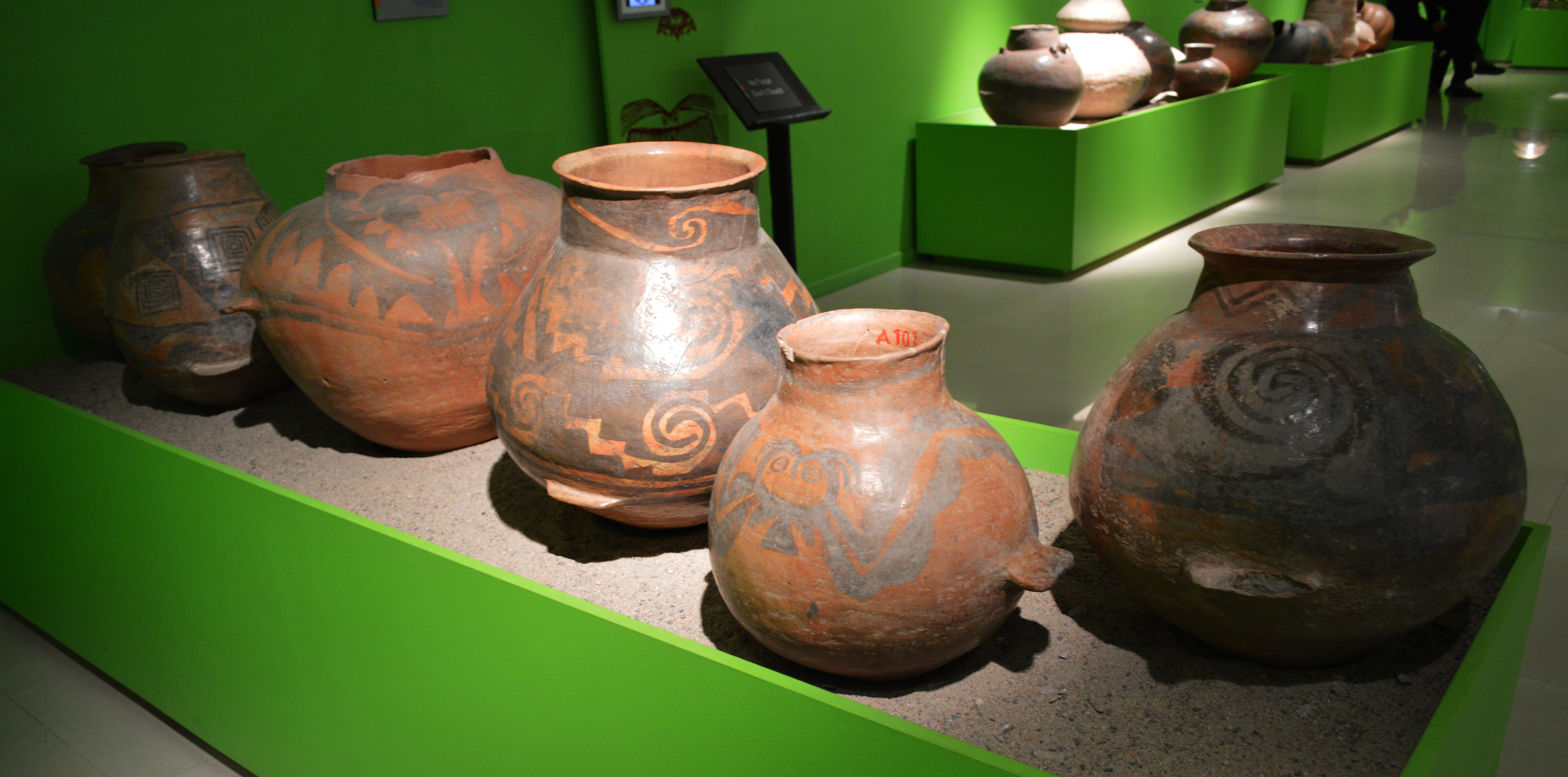
Conjunto de urnas funerarias pintadas en dos colores, rojo y negro
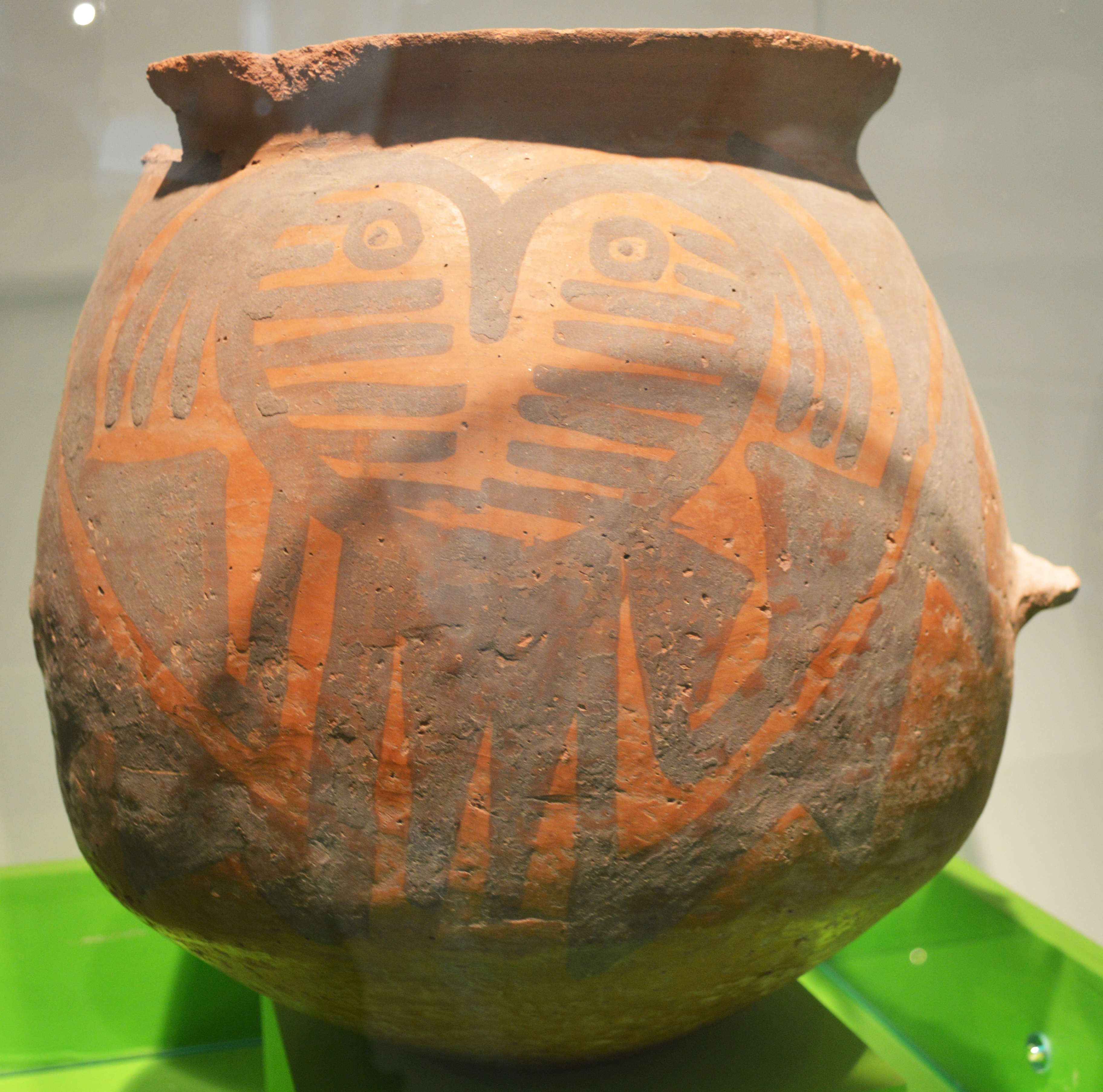
Urna con la divinidad alada.

La ceràmica Sunchituyoc, cuita en forns oberts, presenta en canvi una tonalitat vermellosa i groguenca, molt brillant i molt ben polida. Els motius es van pintar directament sobre la peça cuita amb el seu color natural i de vegades sobre una engalba blanquinosa en colors gairebé sempre negre i vermell. Es pot observar en la ceràmica que les incomptables diferents formes de la seva deïtat antropo-ornito-ofídica; reflecteixen ingenuïtat i sorprenen per la mobilitat i força, mentre que moltes vegades, els rostres són ombrívols i terrorífics. Des dels estris domèstics, fins als ornamentals, cap escapa a la profusa decoració: ocells humanitzats, còndors, àguiles i lloros d'agut bec, i l'omnipotent escurçó (deïtat i esperit benefactor de totes les cultures regionals). Les guardes es repeteixen en diverses formes, amb símbols esquematitzats de l'aigua, de la terra, de la fecunditat.
A partir del 1200 van arribar les primeres manifestacions de la Cultura Averias, coexistint amb ella fins al 1600.

### La ceràmica
La ceràmica va ser molt desenvolupada, ja que realitzaven estris de formes, mides i usos diversos. En la decoració pintaven principalment el motiu d'una au estilitzada. Alguns veuen allà un mussol i altres la representació del nictibi. També pintaven serps, considerades sagrades, i altres animals a més de motius geomètrics, com greques i línies.

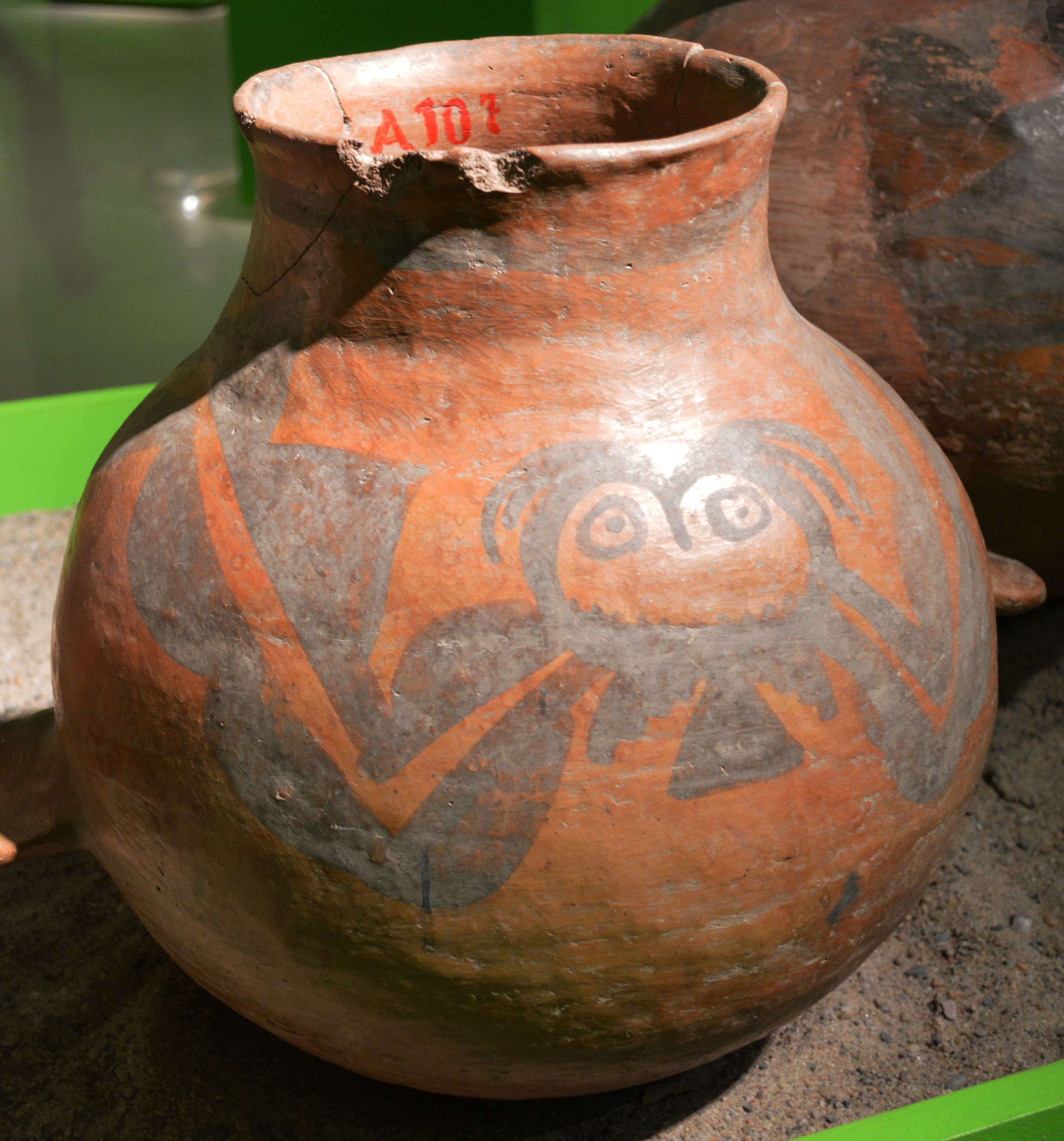
Cerámica ornamentada con el motivo de un ave estilizada.
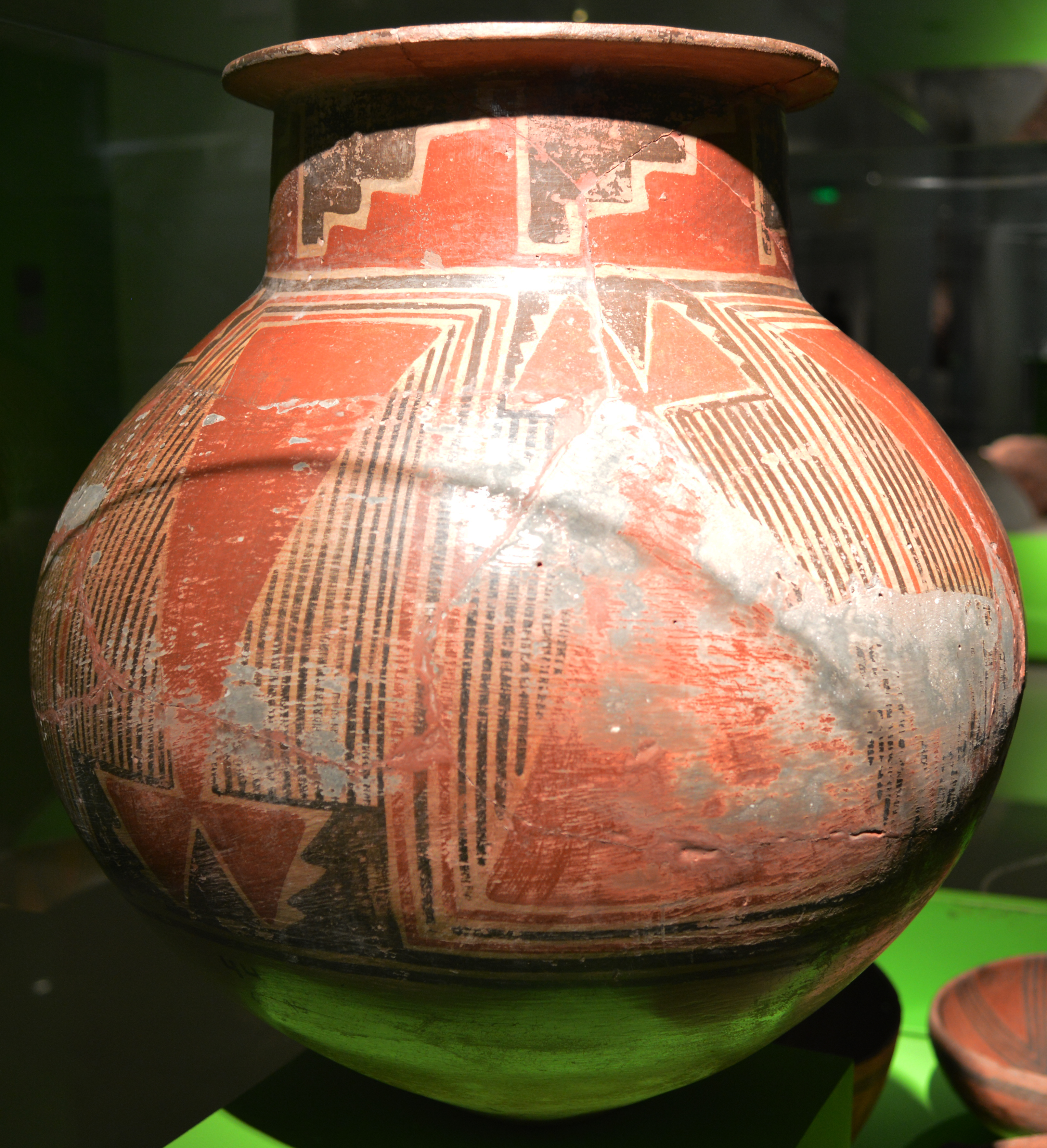
Cerámica Sunchituyoc con la representación de la serpiente bicéfala o anfisbena.
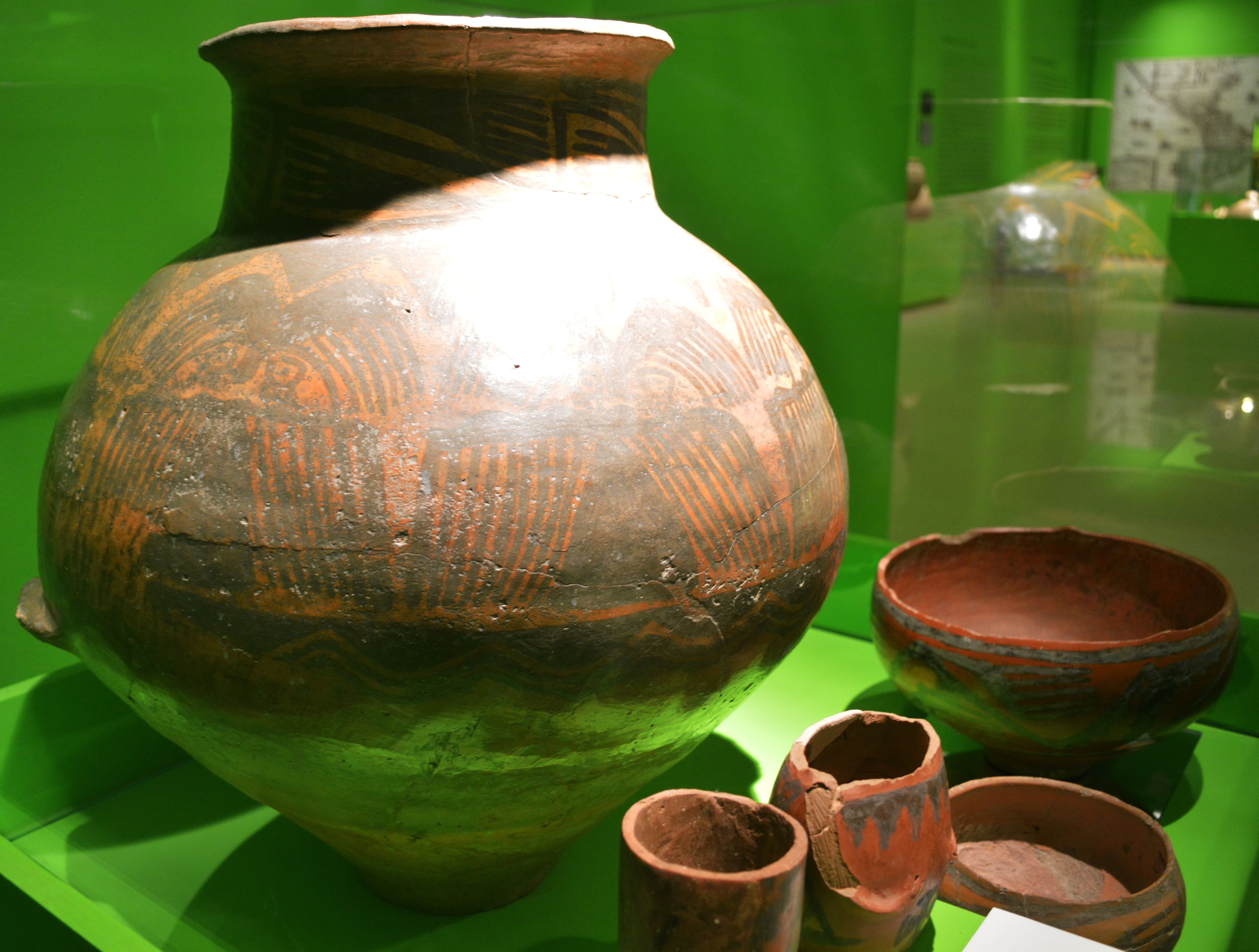
Urna con el búho pintado, característico de esta cultura.

En aquest període, la ceràmica es coïa en forns oberts, això donava com a resultat una pasta vermellosa o groguenca. Per això la superfície podia ser vermella, tosca, llisa, ben polida i brillant. Els motius decoratius es pintaven en negre directament sobre el color natural de la pasta. També es realitzava sobre la peça una engalba o arrebossat de color blanquinós i després es pintava. També fabricaven petites estàtues amb les formes esmentades, instruments musicals com flautes, xiulets i ocarines, a més de fusaioles.

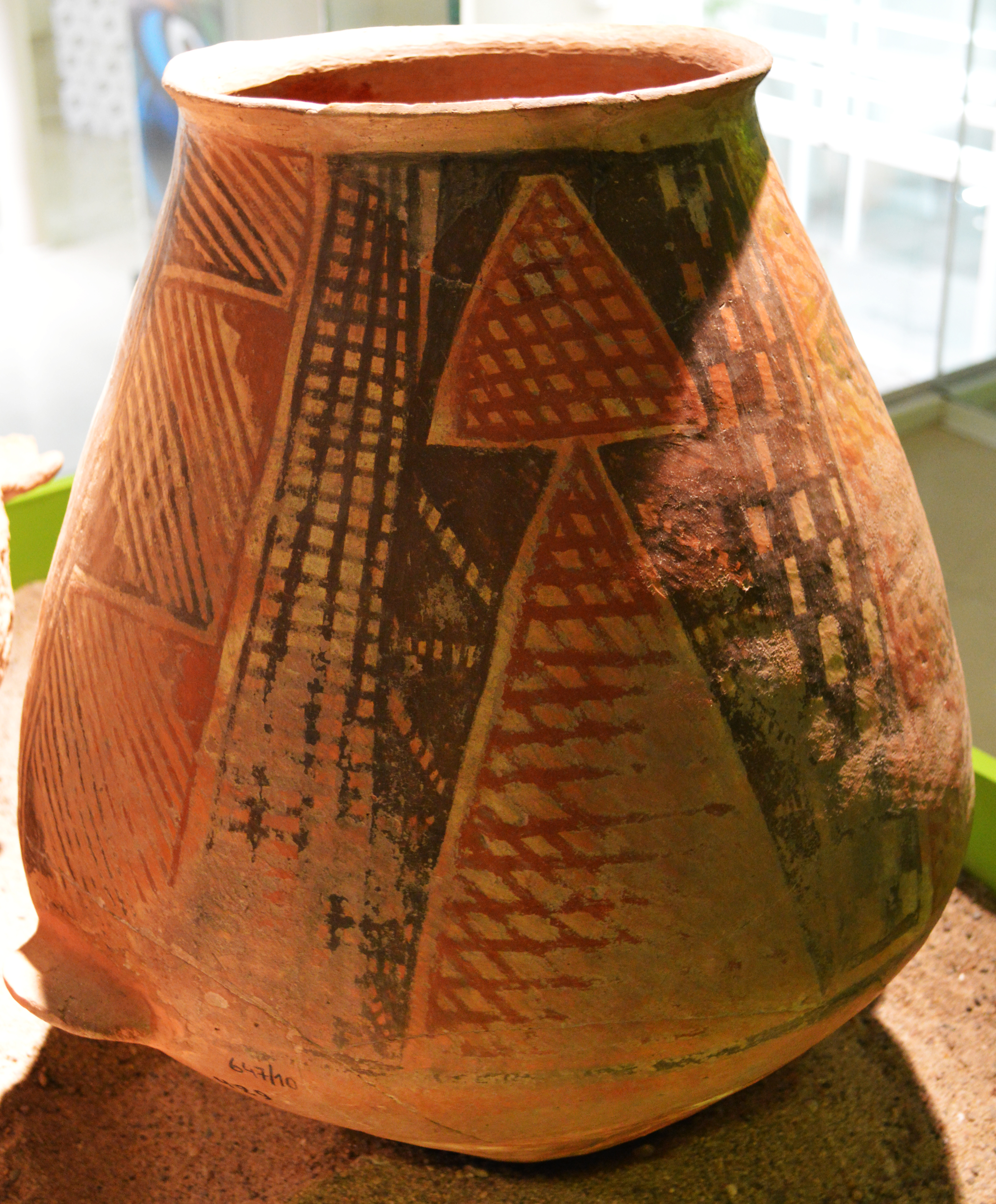
Urna de entierro secundario. La serpiente fue muy repetida en la decoración de la cerámica Sunchituyoc.
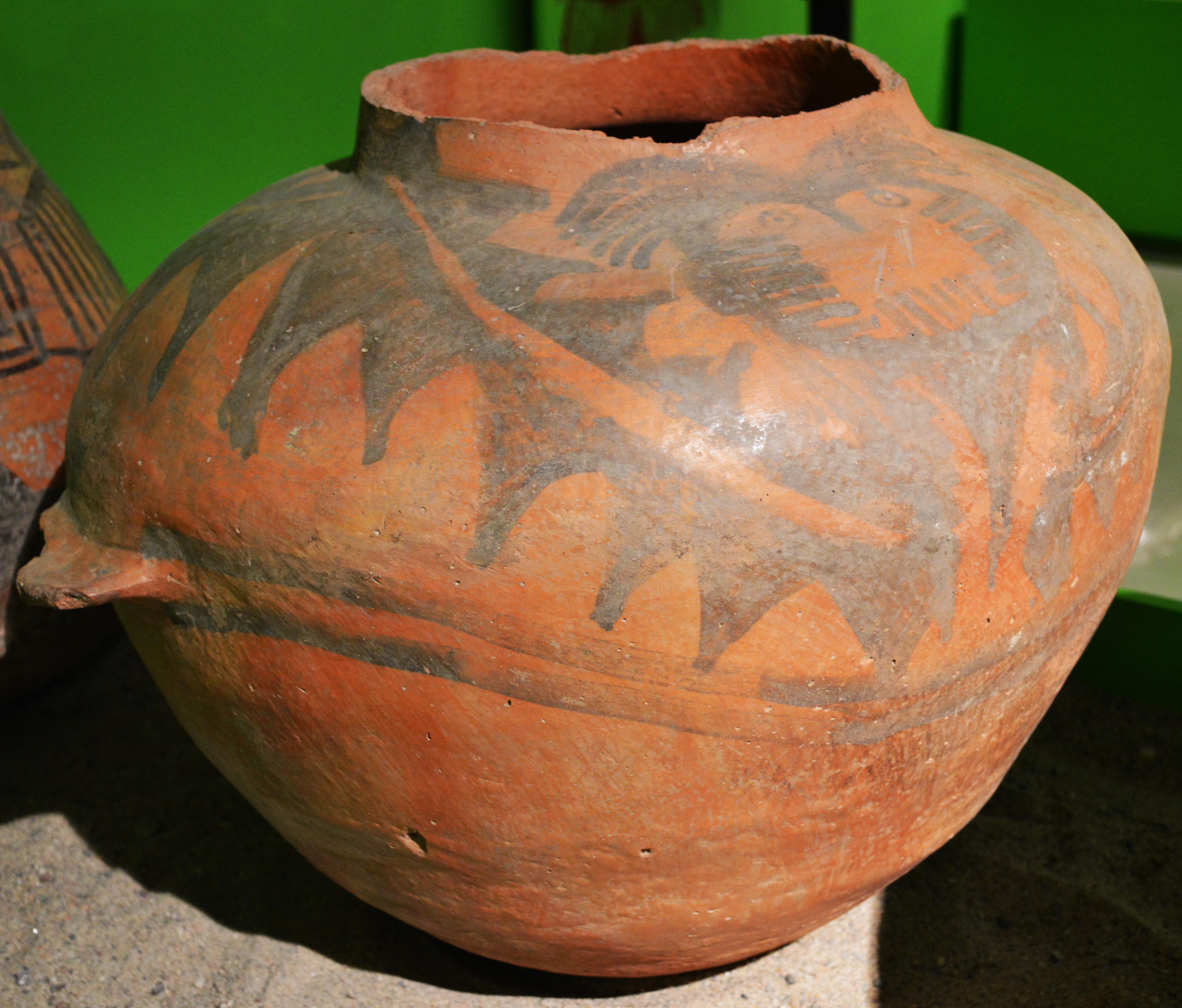
Urna funeraria Sunchituyoc. El ave cumplió un papel muy importante en la vida social, mítica y religiosa.
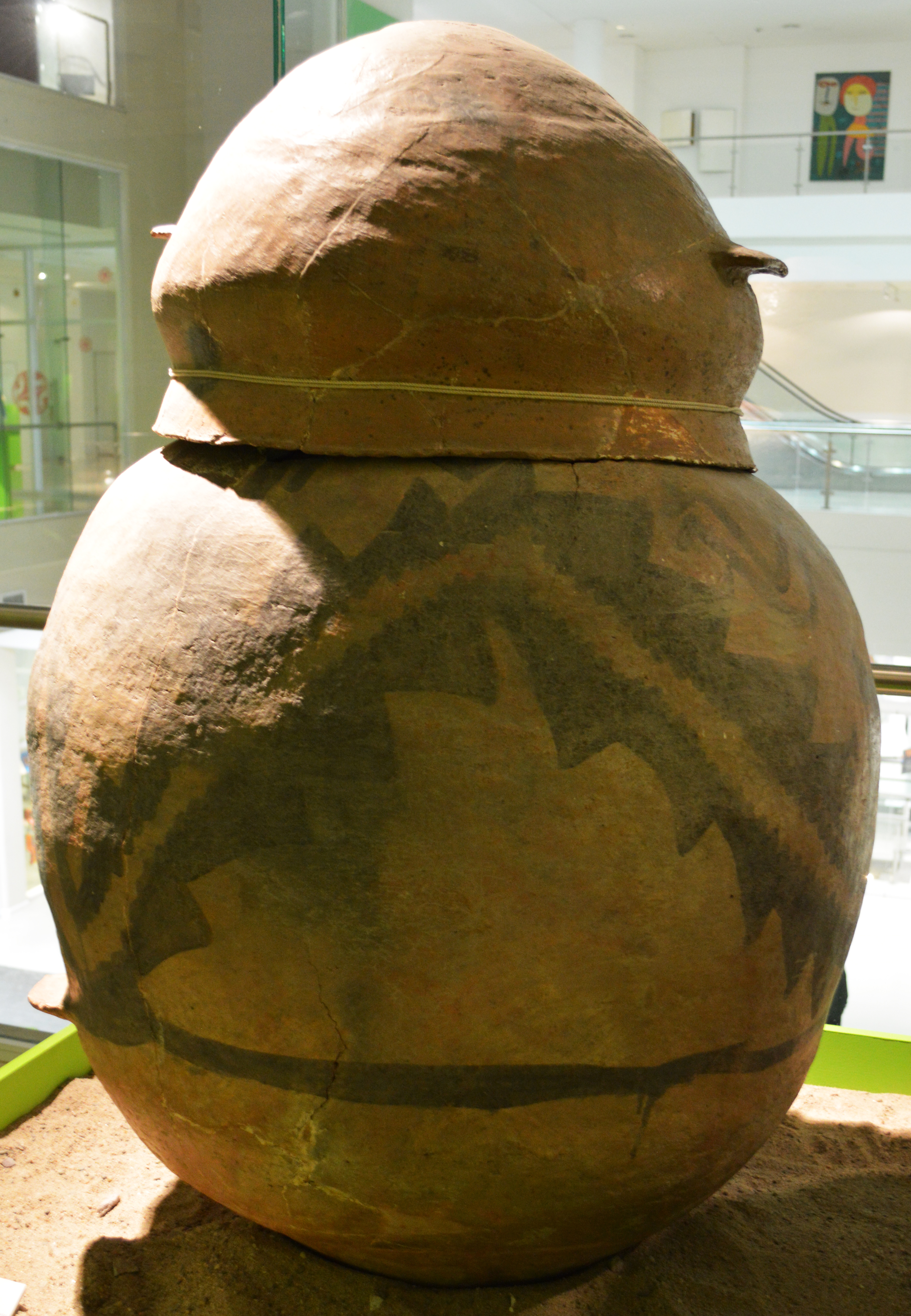
Urna funeraria de entierro primario con puco (tapa). Pintada en color negro sobre rojo con orificio cuadrangular por detrás.

Aquesta època és de gran desenvolupament cultural a tot el nord-oest argentí. L'expressió artística assolida en aquest període és admirable, ja que en ella s'aprecia el constant joc de la forma i el disseny. Els motius modelats porten a una elevada valoració estètica, conjugant les manifestacions naturalistes amb les mitològiques. Els motius pintats com a figures centrals són representacions del mussol, el que demostra que aquesta au va complir un paper molt important en la vida social, mítica i religiosa; igualment la serp intensament repetida en la decoració de la ceràmica, com així també les representacions antropomorfes.